# Satzgefüge
Ein Satzgefüge ist in der Grammatik ein komplexer Satz, der mindestens aus einem Hauptsatz und einem Nebensatz gebildet wird (oder auch mehrere Nebensätze enthält). Das Satzgefüge beruht somit auf dem Mechanismus der Hypotaxe (der Unterordnung von Nebensätzen).
Im Gegensatz dazu wird eine Verbindung aus zwei oder mehr Hauptsätzen als Satzreihe bezeichnet (und entsteht durch Parataxe). Von Nebensätzen zu unterscheiden sind außerdem Parenthesen (die als unabhängige Äußerungen in den Redefluss eingeschoben werden). Eine komplexe Äußerung, die durch Nebensätze und Parenthesen geprägt ist, lässt sich eher als Satzperiode bezeichnen.

## Bestandteile und ihre Erkennungszeichen
Der Hauptsatz ist innerhalb des Satzgefüges jener Teil, der keine Formmerkmale der Abhängigkeit trägt; im Deutschen ist der Hauptsatz durch die Position des finiten Verbs an zweiter Stelle im Satz gekennzeichnet (der deutsche Hauptsatz ist ein Verbzweit-Satz). Nebensätze können erkannt werden an:
- einer einleitenden Konjunktion (zum Beispiel dass, ob, weil, obwohl, …)
- einem einleitenden Fragepronomen / Relativpronomen / Frageadverb / Relativadverb zusammen mit Endstellung des Verbs.
- Es gibt jedoch auch Nebensätze mit Voranstellung des Verbs (V1-Stellung #V1-Stellung in Nebensätzen, V2-Stellung #Verbzweitsätze als Nebensätze).

## Typen von einfachen Satzgefügen
Ein Satzgefüge, das aus einem Hauptsatz und einem Nebensatz zusammengesetzt ist, kann nach der Art des Nebensatzes benannt werden. Beispiele:
- Konditionalgefüge: Der enthaltene Nebensatz ist ein Konditionalsatz (Bedingungssatz). Beispiel: „Wenn es regnet, gehen wir nicht spazieren.“
- Konzessivgefüge: Der enthaltene Nebensatz ist ein Konzessivsatz. Beispiel: „Obwohl es regnete, wollten die Leute spazieren gehen.“
- etc.

## Komplexe Satzgefüge
In einem Satzgefüge können mehrere Nebensätze vorkommen. Vor allem kann ein Nebensatz in einem Satzgefüge seinerseits wieder einen Nebensatz enthalten, so dass eine Verschachtelung entsteht. Einen Satz, der einen anderen enthält, nennt man allgemein seinen Matrixsatz, ein Matrixsatz kann hierbei selbst Haupt- oder Nebensatz sein.
Für die Zerlegung und das Verständnis eines Satzgefüges muss geklärt werden, welcher Teil der Hauptsatz ist, und auch, welche Nebensätze einem anderen Nebensatz untergeordnet sind oder wo Nebensätze nebeneinander vorkommen.

### Beispiel 1: Mehrere Nebensätze im Hauptsatz
```
„Um ein Satzgefüge zu zerlegen, muss als erstes geklärt werden, welcher Teil der Hauptsatz ist.“
```

Der Hauptsatz ist der Teil, dessen finites Verb an einer Verbzweit-Position steht, dies ist hier das Modalverb muss, es gehört zu dem zusammengesetzten Prädikat muss … geklärt werden. Daher sieht das Schema des Hauptsatzes folgendermaßen aus:
```
DAZU muss DAS geklärt werden.
```

An der Stelle, die mit „DAZU“ markiert ist, steht der Um-zu-Satz in der Funktion eines Adverbials im Hauptsatz. An der Stelle, die mit „DAS“ markiert ist, steht ein weiterer Nebensatz, der das Subjekt der Passivkonstruktion „geklärt werden“ ist. Im Hauptsatz sind also an zwei verschiedenen Stellen Nebensätze eingebettet. Hier liegt keine Verschachtelung von Nebensätzen vor, sondern man sagt, dass beide Nebensätze denselben Grad der Einbettung haben.

### Beispiel 2: Koordination von Nebensätzen
```
„Es muss geklärt werden, welche Nebensätze einem anderen Nebensatz untergeordnet sind und wo Nebensätze nebeneinander vorkommen.“
```

Das Schema des Hauptsatzes lautet: 
```
DAS muss geklärt werden. 
```

Als Objektsatz zum Verb „klären“ steht eine Koordination von zwei Nebensätzen, das heißt, die Nebensätze stehen gleichrangig nebeneinander („parataktisch“) und werden gemeinsam in den Hauptsatz eingebettet. Schematisch:
```
[ S
1
 UND S
2
 ]  muss geklärt werden
```

Die Nebensätze bilden indirekte Fragen, mit „W-Wörtern“ eingeleitet. Der Beispielsatz zeigt die indirekten Fragen zusätzlich nun am Ende (im sogenannten Nachfeld des Hauptsatzes, siehe den Artikel Feldermodell des deutschen Satzes). Die Position vor dem finiten Verb des Hauptsatzes ist deswegen nur durch ein Füllpronomen „es“ besetzt.
```
[ Es*  muss geklärt werden  *[ S
1
 UND S
2
 ]  ]
```

### Beispiel 3: Verschachtelung von Nebensätzen
Beispiel 3a
```
„Um ein Satzgefüge zu zerlegen, das verschachtelt ist, muss man noch mehr Aufwand treiben.“
```

Das Schema ist zunächst:
```
DAZU muss man noch mehr Aufwand treiben.
```

Es kommt aber innerhalb des DAZU-Teils zu einer weiteren Einbettung: Das Verb „zerlegen“ hat als Objekt den Ausdruck „ein Satzgefüge“, und zu diesem Objekt gehört als Attribut noch ein Relativsatz, gekennzeichnet durch das Relativpronomen „das“ und Verb-Endstellung.
```
DAZU = um SO ein Satzgefüge zu zerlegen
          SO ein Satzgefüge = ein Satzgefüge, [das verschachtelt ist] 
```

Die Nebensätze, die nacheinander zu folgen scheinen, sind in Wirklichkeit ineinander angeordnet – der Relativsatz befindet sich im Inneren des um-zu-Satzes, und zwar wiederum in seinem Nachfeld:
```
[ Um ein Satzgefüge zu zerlegen, [das verschachtelt ist] ]  … muss man noch mehr Aufwand treiben.
```

Alternativ kann der Relativsatz nämlich auch zu seinem Bezugswort ins Mittelfeld gestellt werden:
```
[ Um ein Satzgefüge, [das verschachtelt ist], zu zerlegen  ]  … muss man noch mehr Aufwand treiben.
```

Man bezeichnet dann den Um-zu-Satz dieses Beispiels als einen Nebensatz ersten Grades und den darin eingebetteten Relativsatz als Nebensatz zweiten Grades.
Beispiel 3b
```
Ich finde, die Fenster müssten geputzt werden, bevor der Besuch kommt.
```

Satzschema:
```
Ich finde DAS (auch).
          DAS = Die Fenster müssten DAVOR geputzt werden.
```

Das Verb „finden“ ist eines der Verben, die einen Nebensatz mit Verbzweitstellung einbetten können („Brückenverben“, siehe V2-Stellung#Verbzweitsätze als Nebensätze). In diesen Nebensatz ist nochmals ein Adverbialsatz mit der Konjunktion „bevor“ eingebettet. Er muss sinnvollerweise so gedeutet werden, dass er in den vorhergehenden Teilsatz eingeordnet ist, weil er die Zeit angibt, zu der geputzt werden soll (der „bevor“-Satz ist ein Zeitadverbial). 
Rein grammatisch gesehen existiert im Prinzip eine zweite Gliederungsmöglichkeit; sie wird deutlicher in der Variante:
```
Ich fand, die Fenster müssten geputzt werden, schon bevor der Besuch kam.
```

Hier kommt die Möglichkeit eher in Frage, dass der „bevor“-Satz das Prädikat des Hauptsatzes modifiziert, also die Zeit der Meinungsäußerung angibt. Dann wären beide Nebensätze jeweils für sich Satzglieder des Hauptsatzes – derselbe Fall wie in Beispiel 1:
```
Ich fand DAS schon DAVOR.
```

### Beispiel 4: Weitere Kombinationen
Die genannten Verfahren der Einbettung und Koordination können in weiteren Weisen immer neu kombiniert werden, und so noch komplexere Sätze ergeben. Zu beachten ist allerdings, dass für den Begriff des Satzgefüges immer das Vorkommen von Nebensätzen verlangt ist. Daraus ergibt sich, dass eine Koordination von Nebensätzen, wie oben im Beispiel 2, zwar ein Satzgefüge ergibt, aber eine Struktur, deren Hauptzerlegung eine Koordination aus Hauptsätzen ist, zunächst nicht – ein Satzgefüge kann dann lediglich in einem der Teile enthalten sein. Beispiel:
```
Ich habe sie oft besucht,
und
wenn sie in guter Stimmung war, saßen wir bis spät in die Nacht zusammen
```

Hier sind zwei Hauptsätze mit „und“ koordiniert (die Verben in der Zweitposition der jeweiligen Hauptsätze sind „habe“ und „saßen“). Der zweite Teil dieser Hauptsatzreihe ist seinerseits ein Konditionalgefüge, das heißt, im Inneren des zweiten Hauptsatzes ist an erster Stelle vor dem Verb ein „wenn“-Satz eingebettet.